# Lulu Aertgeerts
Lulu Aertgeerts (Schoten, 6 juni 1963) is een Vlaamse actrice en choreografe.
Jarenlang was ze actief in de musicalafdeling van het Koninklijk Ballet van Vlaanderen met hoofdrollen in Me and my girl, Hello Dolly en Chicago. Ze nam ook de regie en/of choreografie van nog meer theaterstukken voor haar rekening.
In 2005 regisseerde ze De Holiday Love Show met Marijke Hofkens en Kurt Rogiers. Dan volgde een rol in de Abba-musical Mamma Mia. In 2008 toerde ze samen met Wanda Joosten, Myriam Bronzwaar en Marijke Hofkens rond met Moeders! De zwangerschapskomedie.
Op televisie had ze rollen in de televisieseries Postbus X, Wittekerke en Familie en gastrollen in onder andere Witse en Zone Stad. In 1989 probeerde ze het ooit in de Soundmixshow op VTM. Verder was Aertgeerts in 2010 te zien in de musical Dans der Vampieren, als Rebecca.
Ze is de bewegingscoach in de opeenvolgende seizoenen van Idool en X Factor. Lulu Aertgeerts is als docent en opleidingshoofd vast verbonden aan de musicalafdeling van het Koninklijk Conservatorium Brussel. Ze geeft ook les aan de Kunsthumaniora van Brussel (KHB).
Lulu Aertgeerts is gescheiden en heeft een tweeling (twee zonen) geboren in 2000.

## Filmografie
- Postbus X (1989-1994) - als Ilse Hiks
- Oei! (1989) - verschillende rollen
- Wittekerke (1994, 1997-2004) - als Joke Collin
- Elixir d'Anvers (1996) - als An
- Lili en Marleen (1996) - als Rina
- Witse (2006) - als directiesecretaresse
- Familie (2005-2007) - als Eline Vaerenbergh
- Zone Stad (2008) - als Patrica Knaepen
- Danni Lowinski (2012) - als Martine
- Aspe (2013) - als Rita Baetseleer